# 18 килогерц
«18 килогерц» (англ. 18 khz) — фильм режиссёра Фархата Шарипова.

## Сюжет
«18 килогерц» — это уличная история, в центре сюжета которой жизнь подростков в конце 1990-х годов.

## В ролях
- Мусахан Жумахан
- Алибек Адикен
- Камила Фун-Со

## Награды
- Гран-при, XXXVI Варшавский Международный Кинофестиваль, 2020 г.
- Лучший фильм, XXX Международный Кинофестиваль в Котбусе (Германия), 2020 г.
- Гран-при, ХVII Казанский Международный кинофестиваль мусульманского кино, 2021 г.
- Лучшая операторская работа (Александр Плотников), ХVII Казанский Международный кинофестиваль мусульманского кино, 2021 г.